# Americas Rugby Championship 2010
El Americas Rugby Championship de 2010 fue la segunda edición de este torneo, y se celebró en Córdoba, Argentina con un nuevo formato de 4 uniones representadas por sus segundos seleccionados.

## Equipos participantes
- Seleccionado de Argentina (Los Jaguares)

Joaquín Tuculet, Agustín Gosio, Juan Pablo Estelles, Horacio San Martín, Mauro Comuzzi, Ignacio Mieres, Martín Landajo, Miguel de Achával (c), Leonardo Senatore, Genaro Fessia, Santiago Guzmán, Julio Farías Cabello, Maximiliano Bustos, Matías Cortese, Mauricio Guidone, Luciano Proto, Roberto Tejerizo, Tomás de la Vega, Benjamín Macome, Nicolás Sánchez, Gabriel Ascárate, Juan Imhoff. Entrenadores: Daniel Hourcade y Emiliano Bergamaschi.
- Canadá (Canada Selects)
- Estados Unidos (USA Select XV)
- Tonga (Tonga A)

## Posiciones
| Pos. | Equipo         | Encuentros | Encuentros | Encuentros | Encuentros | Tantos  | Tantos    | Tantos     | Puntos Bonus | Puntos Totales |
| Pos. | Equipo         | jugados    | ganados    | empatados  | perdidos   | a favor | en contra | diferencia | Puntos Bonus | Puntos Totales |
| ---- | -------------- | ---------- | ---------- | ---------- | ---------- | ------- | --------- | ---------- | ------------ | -------------- |
| 1    | Jaguares       | 3          | 3          | 0          | 0          | 122     | 46        | + 76       | 2            | 14             |
| 2    | Canada Selects | 3          | 2          | 0          | 1          | 63      | 71        | - 8        | 1            | 9              |
| 3    | USA Select XV  | 3          | 1          | 0          | 2          | 38      | 77        | - 39       | 0            | 4              |
| 4    | Tonga A        | 3          | 0          | 0          | 3          | 51      | 80        | - 29       | 1            | 1              |

Nota: Se otorgan 4 puntos al equipo que gane un partido, 2 al que empate y 0 al que pierda
Puntos Bonus: 1 punto por convertir 4 tries o más en un partido y 1 al equipo que pierda por no más de 7 tantos de diferencia

## Resultados

### Primera fecha
| 5 de octubre 17:00 | USA Select XV | 20 - 15 | Tonga A | estadio auxiliar del Chateau Carreras, Córdoba, Argentina |  |
|                    |               | Reporte |         |                                                           |  |

| 5 de octubre 19:00 | Jaguares | 49 - 14 | Canada Selects | estadio auxiliar del Chateau Carreras, Córdoba, Argentina |  |
|                    |          | Reporte |                |                                                           |  |

### Segunda fecha
| 10 de octubre 17:00 | Canada Selects | 32 - 16 | Tonga A | estadio auxiliar del Chateau Carreras, Córdoba, Argentina |  |
|                     |                | Reporte |         |                                                           |  |

| 10 de octubre 19:00 | Jaguares | 45 - 12 | USA Select XV | estadio auxiliar del Chateau Carreras, Córdoba, Argentina |  |
|                     |          | Reporte |               |                                                           |  |

### Tercera fecha
| 15 de octubre 17:45 | Canada Selects | 17 - 6  | USA Select XV | estadio auxiliar del Chateau Carreras, Córdoba, Argentina |  |
|                     |                | Reporte |               |                                                           |  |

| 15 de octubre 19:45 | Jaguares | 28 - 20 | Tonga A | estadio auxiliar del Chateau Carreras, Córdoba, Argentina |  |
|                     |          | Reporte |         |                                                           |  |

| Bandera de Argentina |
| Campeón Jaguares     |
| Segundo título       |